# アルフレート・プリンツ
アルフレート・プリンツ（Alfred Prinz, 1930年6月4日 - 2014年9月20日）は、オーストリア生まれのクラリネット奏者。

## 経歴
1930年、ウィーン生まれ。ウィーン国立音楽アカデミー（現ウィーン国立音楽大学）にて、ピアノをブルーノ・ザイドルホーファー、指揮・作曲をハンス・スワロフスキー、クラリネットを名手レオポルト・ウラッハに学び、クラリネット科・作曲科・ピアノ科の全ての科で同時首席卒業という快挙を成し遂げる。
1945年、15歳の若さでウィーン国立歌劇場管弦楽団に入団。最年少団員として活躍し、1955年には師ウラッハの跡を継ぎ、ウィーン・フィルハーモニー管弦楽団の首席奏者となった。
オーケストラ奏者として巨匠たちの指揮のもと数え切れない演奏を残してきたほか、ソリストとしても、カール・ベーム指揮によるモーツァルトのクラリネット協奏曲の録音、ウィーン室内合奏団との共演など、多くの録音を残している。
また、1973年からウィーン国立音楽大学の教授として後進の指導にあたり、ウィーン・フィルをはじめ、各国のメジャーオーケストラに多くの逸材を輩出してきた。
1995年、ウィーン・フィルを定年で退団するまで、ウィーンを代表する名匠として活躍。更に、アメリカに渡りインディアナポリス音楽大学でも教授として活躍した。
クラリネット奏者として有名であるが、ピアニストであり作曲家でもあるプリンツは、室内楽のピアニストとして名声を博し、また自身の作曲した2曲のクラリネット協奏曲、２曲の交響曲をウィーン・フィルで初演している。